# Richard Herschell, 2. Baron Herschell

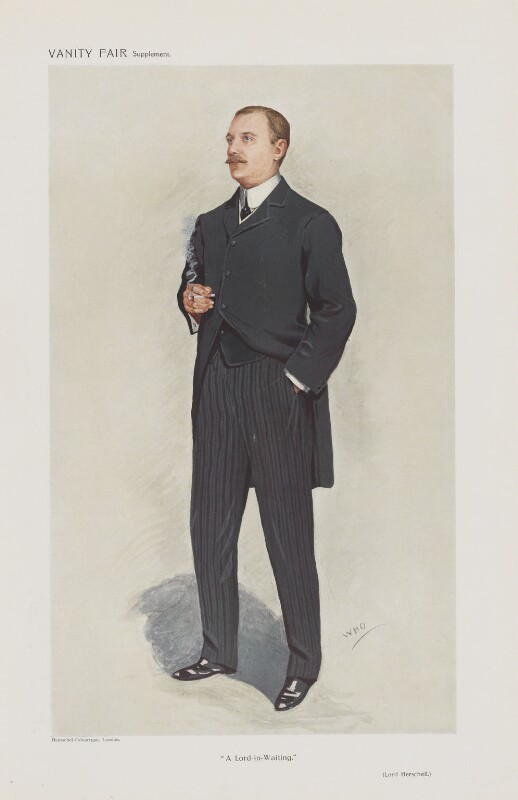
Richard Herschell, 2. Baron Herschell (Karikatur von WHO in Vanity Fair vom 26. Oktober 1910).

Richard Farrer Herschell, 2. Baron Herschell, GCVO (* 22. Mai 1878 in London; † 14. Oktober 1929) war ein britischer Politiker der Liberal Party, der ab 1899 Mitglied des Oberhauses (House of Lords) war. Er war von 1907 bis 1919 Lord-in-Waiting.

## Leben
Richard Farrer Herschell war der einzige Sohn und das älteste von vier Kindern des Unterhausabgeordneten Farrer Herschell, aus dessen Ehe mit Agnes Adela Porcher. Sein Vater war unter anderem 1886 und 1892 bis 1895 Lordkanzler und wurde 1886 zum Baron Herschell erhoben. Seine jüngere Schwester Helen Mowbray Herschell verstarb 1879 im Alter von nur fünf Monaten. Seine zweitjüngste Schwester Agnes Freda Herschell (1881–1942) war mit dem Unterhausabgeordneten Archibald Williamson verheiratet, der 1922 zum Baron Forres erhoben wurde. Seine jüngste Schwester Muriel Fanny Herschell (1883–1956) war die Ehefrau von Brigadier-General Ralph Maximilian Yorke.

Wappen des Barons Herschell.

Herschell erbte beim Tod seines Vaters am 1. März 1899 dessen Titel als 2. Baron Herschell und war als solcher bis zu seinem Tod 1929 Mitglied des Oberhauses (House of Lords). Er diente in der Freiwilligenreserve (Volunteer Reserve) der Royal Navy und wurde zuletzt zum Commander befördert. Er war zwischen 1905 und 1907 Privatsekretär des Lord Lieutenant of Ireland, John Hamilton-Gordon, 7. Earl of Aberdeen, und wurde für seine Verdienste 1907 Member des Royal Victorian Order (MVO). Am 31. Juli 1907 wurde er Lord-in-Waiting in der Regierung Campbell-Bannerman und bekleidete dieses Amt auch im Kabinett Asquith I (5. April 1908 bis zum 25. Mai 1915), in der zweiten Regierung Asquith (25. Mai 1915 bis 5. Dezember 1916) sowie in der Regierung Lloyd George (5. Dezember 1916 bis 11. Februar 1919).
Er nahm als Mitarbeiter des Room 40, einer Abteilung der Marine für Code-Entschlüsselung, am Ersten Weltkrieg teil und wurde am 1. Januar 1917 zum Knight Commander des Royal Victorian Order (KCVO) geschlagen. Für seine militärischen Verdienste wurde ihm des Weiteren des Ritterkreuz der französischen Ehrenlegion sowie das Großkreuz des dänischen Dannebrogordens verliehen. Am 1. Januar 1919 wurde er außerdem zum Knight Grand Cross des Royal Victorian Order (GCVO) erhoben.
Am 1. November 1919 heiratete Lord Herschell Annie Vera Violet Nicolson, Tochter von Sir Arthur Thomas Bennett Robert Nicolson, 10. Baronet. Aus dieser Ehe ging ein Sohn, Rognvald Richard Farrer Herschell (1923–2008), hervor, der beim Tod seines Vaters am 14. Oktober 1929 als Sechsjähriger den Titel als 3. Baron Herschell erbte und dadurch später Mitglied des Oberhauses wurde.